# Löbschütz (Käbschütztal)
Löbschütz ist ein Ortsteil der sächsischen Gemeinde Käbschütztal im Landkreis Meißen.

## Geographie
Löbschütz befindet sich westlich der Kreisstadt Meißen zentral in der Gemeinde Käbschütztal. Straßen führen nach Pauschütz und Stroischen, unbefestigte Wege nach Löthain und Mauna. Die Gemarkungen dieser vier Orte grenzen an die Löbschützer Ortsgemarkung an. Sie trägt den Namen „Löbschütz/Ja.-Lö.“, nach der ehemaligen Gemeinde Jahna-Löthain, der Löbschütz bis 1994 angehörte. Alle umliegenden Orte sind Ortsteile der Gemeinde Käbschütztal.

## Geschichte
Der Ort wurde erstmals im Jahre 1205 als Leutsitz urkundlich erwähnt. Im Jahr 1378 gehörte Löbschütz zum Castrum Meißen in der gleichnamigen Markgrafschaft Meißen. Die Grundherrschaft übten die Herren von Wunschwitz aus. Ab Mitte des 16. Jahrhunderts war das Dorf zum Erbamt Meißen, später zum gleichnamigen Amt und Gerichtsamt gehörig. Ab 1875 wird eine Zugehörigkeit des Ortes zur Amtshauptmannschaft Meißen angegeben.
Um den Rundweiler Löbschütz erstreckte sich 1900 eine 104 Hektar große Block- und Streifenflur. Die Haupterwerbstätigkeit der Bevölkerung im Dorf stellte die Landwirtschaft dar. Kirchlich war Löbschütz bis 1899 ins Kloster St. Afra gepfarrt, danach gehörte es zur Kirchgemeinde Krögis. Von 91 Einwohnern im Jahre 1925 waren 87 evangelisch-lutherisch und drei katholisch sowie eine Person anderen Glaubens. Am 1. November 1935 wurden Löbschütz, Canitz, Pauschütz, Mehren und Stroischen nach Löthain eingemeindet. Nach dem Ende des Zweiten Weltkrieges wurde Löbschütz Teil der Sowjetischen Besatzungszone und später der DDR. Nachdem die Amtshauptmannschaften 1939 in Landkreise umbenannt wurden, folgte in der Kreisreform 1952 eine Neugliederung des Landes. Löthain und seine Ortsteile wurden dem Kreis Meißen im Bezirk Dresden zugeschlagen. Löthain vereinigte sich am 1. März 1974 mit Jahna-Kagen zur Gemeinde Jahna-Löthain.
Nach Wende und Wiedervereinigung wurde Löbschütz Teil des neugegründeten Freistaates Sachsen und verblieb vorerst im Landkreis Meißen. In der Kreisreform 1994 wurde der Landkreis Meißen-Radebeul (ab 1996 Landkreis Meißen) aus dem alten Gebiet des Kreises Meißen und Teilen des Kreises Dresden-Land gebildet, dem Löbschütz bis 2008 angehörte. Ebenfalls 1994 vereinigten sich Jahna-Löthain, Krögis und Planitz-Deila zur neuen Großgemeinde Käbschütztal mit 37 Ortsteilen. Diese Gemeinde ist seit dem 1. August 2008 Teil des in der Kreisreform Sachsen 2008 aus Landkreis Meißen und Landkreis Riesa-Großenhain gebildeten dritten Landkreises Meißen.
In Löbschütz ist ein heute noch weitgehend erhaltener Vierseithof mit einem 1828 erbauten Wohnstallhaus und diversen weiteren Anbauten in die Kulturdenkmalliste für Käbschütztal aufgenommen worden.

### Entwicklung der Einwohnerzahl
| Jahr | Einwohnerzahl                |
| ---- | ---------------------------- |
| 1551 | 5 besessene Mann, 8 Inwohner |
| 1764 | 5 besessene Mann, 1 Häusler  |
| 1834 | 73                           |
| 1871 | 73                           |
| 1890 | 78                           |
| 1910 | 106                          |
| 1925 | 91                           |